# Brejão
Brejão là một đô thị thuộc bang Pernambuco, Brasil. Đô thị này có diện tích 161,99 km², dân số năm 2007 là 9388 người, mật độ 57,95 người/km².